# Wet veiligheid en kwaliteit lichaamsmateriaal
De Wet veiligheid en kwaliteit lichaamsmateriaal is een Nederlandse wet uit 2003 stelt eisen die de kwaliteit en veiligheid waarborgen van lichaamsmaterialen (cellen, weefsels en organen) dat bedoeld is voor gebruik bij geneeskundige behandelingen. 
Deze wet is bedoeld om de ontvanger te beschermen tegen kwalitatief slechte producten. Deze wet verplicht bijvoorbeeld ziekenhuizen de voor donatie beschikbare lichaamsmaterialen aan te bieden aan een door het ministerie van Volksgezondheid, Welzijn en Sport erkende orgaanbank.